# Zagórze (Bilczów)
Zagórze – część wsi Bilczów w Polsce, położona w województwie świętokrzyskim, w powiecie buskim, w gminie Busko-Zdrój.
W latach 1975–1998 Zagórze administracyjnie należało do województwa kieleckiego.